# Invalidità civile
L'invalidità civile, nel diritto italiano, è un istituto giuridico di assistenza sociale che garantisce assistenza sociale e mantenimento «agli inabili al lavoro e ai mezzi necessari per vivere», come previsto dall'articolo 38 della Costituzione italiana.
Essa si esprime con protezioni economiche (pensioni, assegni, indennità) e non economiche (agevolazioni fiscali e assistenza sanitaria), previste dalla Legge 5 febbraio 1992, n. 104.

## Criteri di valutazione
Sono considerati invalidi civili i cittadini affetti da mutilazioni congenite o acquisite, che causano loro una riduzione della capacità lavorativa o di studio.
A ciascun tipo di mutilazione è assegnata una percentuale determinata dal Ministero della Salute.  Per qualificarsi come invalido civile, la somma delle percentuali deve essere maggiore o uguale al 33%.
Non sono considerati invalidi civili gli invalidi di guerra e gli invalidi a causa di lesioni causate sul lavoro o in pubblico servizio.

## Effetti[1]
| 33%  | È possibile ricevere gratuitamente aiuti e protesi dal Servizio Sanitario Nazionale. |
| 45%  | Si è iscritti alla lista delle categorie protette dei Centri dell'impiego, per ottenere agevolazioni al lavoro. |
| 50%  | È possibile avere congedi per cure mediche, nei limiti di quanto previsto dal contratto nazionale collettivo del proprio settore.                                                                                                   |
| 66%  | Esenzione dal ticket sanitario. |
| 74%  | Diritto all'assegno mensile di invalidità, il quale importo varia in base al reddito (attualmente concesso ai redditi inferiori ad un totale di 5.391,88 euro annui)                                                                |
| 100% | Diritto a: - pensione di inabilità (per chi non superi il reddito di 17.920,00 euro annui); - assegno di accompagnamento (qualora il cittadino non riesca a deambulare in modo autonomo o compiere gli atti della vita quotidiana). |

## Tabella
| Apparato/Sistema                     | Patologia | Patologia | Punteggio |
| ------------------------------------ | --- | --- | --------- |
| Apparato cardiocircolatorio          | Angina pectoris stabile | Angina pectoris stabile | 60        |
| Apparato cardiocircolatorio          | Aritmie gravi con pace-maker non applicabile | Aritmie gravi con pace-maker non applicabile | 100       |
| Apparato cardiocircolatorio          | Cardiopatia valvolare aortica con applicazione di protesi | Cardiopatia valvolare aortica con applicazione di protesi | 25        |
| Apparato cardiocircolatorio          | Cardiopatia valvolare non aortica con applicazione di protesi | Cardiopatia valvolare non aortica con applicazione di protesi | 35        |
| Apparato cardiocircolatorio          | Stenosi o coartazione aortica congenita | moderata (II classe NYHA) | 50        |
| Apparato cardiocircolatorio          | Stenosi o coartazione aortica congenita | serrata (III classe NYHA) | 75        |
| Apparato cardiocircolatorio          | Miocardite o valvulopatie con insufficienza cardiaca | lieve (I classe NYHA) | 21 ~ 30   |
| Apparato cardiocircolatorio          | Miocardite o valvulopatie con insufficienza cardiaca | moderata (II classe NYHA) | 41 ~ 50   |
| Apparato cardiocircolatorio          | Miocardite o valvulopatie con insufficienza cardiaca | grave (III classe NYHA) | 71 ~ 80   |
| Apparato cardiocircolatorio          | Miocardite o valvulopatie con insufficienza cardiaca | gravissima (IV classe NYHA) | 100       |
| Apparato cardiocircolatorio          | Coronaropatia | lieve (I classe NYHA) | 11 ~ 20   |
| Apparato cardiocircolatorio          | Coronaropatia | moderata (IUI classe NYHA) | 41 ~ 50   |
| Apparato cardiocircolatorio          | Coronaropatia | grave (III classe NYHA) | 71 ~ 80   |
| Apparato cardiocircolatorio          | Coronaropatia | gravissima (IV classe NYHA) | 100       |
| Apparato cardiocircolatorio          | Stenosi congenita della polmonare | moderata (II classe NYHA) | 31 ~ 40   |
| Apparato cardiocircolatorio          | Stenosi congenita della polmonare | grave (III classe NYHA) | 71 ~ 80   |
| Apparato cardiocircolatorio          | Cardiopatie con applicazione di pace-maker | a frequenza fissa | 31 ~ 40   |
| Apparato cardiocircolatorio          | Cardiopatie con applicazione di pace-maker | a frequenza variabile secondo esigenze fisiologiche | 21 ~ 30   |
| Apparato cardiocircolatorio          | Trapianto cardiaco in assenza di complicanze | Trapianto cardiaco in assenza di complicanze | 71 ~ 80   |
| Apparato respiratorio                | Asma allergico estrinseco | Asma allergico estrinseco | 21 ~ 30   |
| Apparato respiratorio                | Asma intrinseco | Asma intrinseco | 35        |
| Apparato respiratorio                | Enfisema lobare congenito | Enfisema lobare congenito | 11        |
| Apparato respiratorio                | Rinite cronica | atrofica | 1 ~ 10    |
| Apparato respiratorio                | Rinite cronica | ipertrofica con stenosi bilaterale | 11 ~ 20   |
| Apparato respiratorio                | Rinite cronica | vasomotoria o allergica | 1 ~ 10    |
| Apparato respiratorio                | Sinusite cronica con reperto radiologico significativamente positivo | Sinusite cronica con reperto radiologico significativamente positivo | 15        |
| Apparato respiratorio                | Tubercolosi con esiti fibrosi parenchimali o pleurici con insufficienza respiratoria                                                                                     | lieve | 11 ~ 20   |
| Apparato respiratorio                | Tubercolosi con esiti fibrosi parenchimali o pleurici con insufficienza respiratoria                                                                                     | moderata | 41 ~ 50   |
| Apparato respiratorio                | Tubercolosi con esiti fibrosi parenchimali o pleurici con insufficienza respiratoria                                                                                     | grave | 81 ~ 90   |
| Apparato respiratorio                | Tubercolosi con esiti fibrosi parenchimali o pleurici con insufficienza respiratoria e dispnea a riposo                                                                  | Tubercolosi con esiti fibrosi parenchimali o pleurici con insufficienza respiratoria e dispnea a riposo                                                                  | 100       |
| Apparato respiratorio                | Bilobectomia | Bilobectomia | 61        |
| Apparato respiratorio                | Bronchiectasia | acquisita | 35        |
| Apparato respiratorio                | Bronchiectasia | congenita | 21 ~ 30   |
| Apparato respiratorio                | Bronchiectasia | congenita associata a mucoviscidosi | 80        |
| Apparato respiratorio                | Bronchite asmatica cronica | Bronchite asmatica cronica | 45        |
| Apparato respiratorio                | Cisti broncogene o polmonari congenite | Cisti broncogene o polmonari congenite | 31 ~ 40   |
| Apparato respiratorio                | Fibrosi polmonare interstiziale diffusa idiopatica | Fibrosi polmonare interstiziale diffusa idiopatica | 95        |
| Apparato respiratorio                | Ipoplasia o aplasia polmonare congenita monolaterale | Ipoplasia o aplasia polmonare congenita monolaterale | 41 ~ 50   |
| Apparato respiratorio                | Malattia polmonare ostruttiva cronica | con prevalente bronchite | 75        |
| Apparato respiratorio                | Malattia polmonare ostruttiva cronica | con prevalente enfisema | 65        |
| Apparato respiratorio                | Pneumonectomia | Pneumonectomia | 45        |
| Apparato respiratorio                | Pneumonectomia con insufficienza respiratoria | media | 80        |
| Apparato respiratorio                | Pneumonectomia con insufficienza respiratoria | grave | 100       |
| Apparato respiratorio                | Sarcoidosi in trattamento | Sarcoidosi in trattamento | 41        |
| Apparato digerente                   | Emorroidi | Emorroidi | 10        |
| Apparato digerente                   | Calcolosi biliare senza compromissione dello stato generale | Calcolosi biliare senza compromissione dello stato generale | 21        |
| Apparato digerente                   | Cirrosi epatica con disturbi della personalità (encefalopatia epatica intermittente)                                                                                     | Cirrosi epatica con disturbi della personalità (encefalopatia epatica intermittente)                                                                                     | 95        |
| Apparato digerente                   | Cirrosi epatica con ipertensione portale | Cirrosi epatica con ipertensione portale | 71 ~ 80   |
| Apparato digerente                   | Colecisto-digiunostomia esiti | Colecisto-digiunostomia esiti | 9         |
| Apparato digerente                   | Colite ulcerosa | III classe | 41 ~ 50   |
| Apparato digerente                   | Colite ulcerosa | IV classe | 61 ~ 70   |
| Apparato digerente                   | Sindrome da pseudo-ostruzione intestinale cronica (CIPA) | Sindrome da pseudo-ostruzione intestinale cronica (CIPA) | 67 ~ 99   |
| Apparato digerente                   | Diverticolosi del colon | II classe | 21 ~ 30   |
| Apparato digerente                   | Diverticolosi del colon | III classe | 41 ~ 50   |
| Apparato digerente                   | Epatite cronica attiva | | 51        |
| Apparato digerente                   | Epatite cronica attiva | autoimmune | 70        |
| Apparato digerente                   | Epatite cronica attiva | nell’infanzia | 71 ~ 80   |
| Apparato digerente                   | Esiti di trattamento chirurgico per ernia diaframmatica congenita | Esiti di trattamento chirurgico per ernia diaframmatica congenita | 1 ~ 10    |
| Apparato digerente                   | Esiti di trattamento chirurgico per atresia esofagea | II classe | 21 ~ 30   |
| Apparato digerente                   | Esiti di trattamento chirurgico per atresia esofagea | III classe | 41 ~ 50   |
| Apparato digerente                   | Fistola ano-rettale | Fistola ano-rettale | 10        |
| Apparato digerente                   | Fistola gastro-digiuno colica | II classe | 21 ~ 30   |
| Apparato digerente                   | Fistola gastro-digiuno colica | III classe | 41 ~ 50   |
| Apparato digerente                   | Fistola gastro-digiuno colica | IV classe | 61 ~ 70   |
| Apparato digerente                   | Gastroenterostomia – neostoma funzionante | II classe | 21 ~ 30   |
| Apparato digerente                   | Gastroenterostomia – neostoma funzionante | III classe | 41        |
| Apparato digerente                   | Lobectomia epatica destra | Lobectomia epatica destra | 35        |
| Apparato digerente                   | Ulcera gastrica o duodenale | II classe | 10        |
| Apparato digerente                   | Ulcera gastrica o duodenale | III classe | 21 ~ 30   |
| Apparato digerente                   | Malattia di Crohn | I classe | 15        |
| Apparato digerente                   | Malattia di Crohn | II classe | 21 ~ 30   |
| Apparato digerente                   | Malattia di Crohn | III classe | 41 ~ 50   |
| Apparato digerente                   | Malattia di Crohn | IV classe | 61 ~ 70   |
| Apparato digerente                   | Pancreatite cronica | I classe | 10        |
| Apparato digerente                   | Pancreatite cronica | II classe | 21 ~ 30   |
| Apparato digerente                   | Pancreatite cronica | III classe | 41 ~ 50   |
| Apparato digerente                   | Pancreatite cronica | IV classe | 61 ~ 70   |
| Apparato digerente                   | Procidenza del retto | Procidenza del retto | 8         |
| Apparato digerente                   | Prolasso del retto | Prolasso del retto | 5         |
| Apparato digerente                   | Sindrome postprandiale da gastrectomia | I classe | 10        |
| Apparato digerente                   | Sindrome postprandiale da gastrectomia | II classe | 11 ~ 20   |
| Apparato digerente                   | Ano iliaco | Ano iliaco | 41        |
| Apparato digerente                   | Megacolon – colostomia | II classe | 21 ~ 30   |
| Apparato digerente                   | Megacolon – colostomia | III classe | 41 ~ 50   |
| Apparato digerente                   | Sindrome da malassorbimento enterogeno con compromesso stato generale | Sindrome da malassorbimento enterogeno con compromesso stato generale | 41 ~ 50   |
| Apparato digerente                   | Esofagostomia cervicale e gastrostomia | Esofagostomia cervicale e gastrostomia | 80        |
| Apparato urinario                    | Stenosi uretrale (due dilatazioni mensili) | Stenosi uretrale (due dilatazioni mensili) | 25        |
| Apparato urinario                    | Cistectomia con derivazione nel sigma | Cistectomia con derivazione nel sigma | 41 ~ 50   |
| Apparato urinario                    | Cistite cronica | Cistite cronica | 11 ~ 20   |
| Apparato urinario                    | Prostatite cronica o iperplasia prostatica | Prostatite cronica o iperplasia prostatica | 11 ~ 20   |
| Apparato urinario                    | Ritenzione urinaria cronica | con catetere a permanenza | 46        |
| Apparato urinario                    | Ritenzione urinaria cronica | con cateterismo saltuario | 25        |
| Apparato urinario                    | Ritenzione urinaria cronica | plurisettimanale | 35        |
| Apparato urinario                    | Megavescica | Megavescica | 30        |
| Apparato urinario                    | Agenesia di un rene non complicata | Agenesia di un rene non complicata | 21        |
| Apparato urinario                    | Anomalie non complicate della pelvi renaie | Anomalie non complicate della pelvi renaie | 21        |
| Apparato urinario                    | Duplicità o ectopia uretrale | bilaterale | 41        |
| Apparato urinario                    | Duplicità o ectopia uretrale | monolaterale | 15        |
| Apparato urinario                    | Glomerulonefrite | da immunocomplessi con insufficienza renale lieve | 61 ~ 70   |
| Apparato urinario                    | Glomerulonefrite | ereditaria | 100       |
| Apparato urinario                    | Idronefrosi bilaterale | Idronefrosi bilaterale | 41 ~ 50   |
| Apparato urinario                    | Ipoplasia renale bilaterale | Ipoplasia renale bilaterale | 75        |
| Apparato urinario                    | Ipoplasia segmentaria renale senza disturbi funzionali | Ipoplasia segmentaria renale senza disturbi funzionali | 15        |
| Apparato urinario                    | Nefrectomia con rene superstite integro | Nefrectomia con rene superstite integro | 25        |
| Apparato urinario                    | Nefrolitiasi con necessità di dieta rigida e di almeno due controlli e/o trattamenti annuali                                                                             | Nefrolitiasi con necessità di dieta rigida e di almeno due controlli e/o trattamenti annuali                                                                             | 21 ~ 30   |
| Apparato urinario                    | Ptosi renale bilaterale non complicata | Ptosi renale bilaterale non complicata | 15        |
| Apparato urinario                    | Rene a ferro di cavallo | con calcolosi | 45        |
| Apparato urinario                    | Rene a ferro di cavallo | con idronefrosi | 55        |
| Apparato urinario                    | Rene a ferro di cavallo | non complicato | 11 ~ 20   |
| Apparato urinario                    | Rene ectopico pelvico | Rene ectopico pelvico | 11        |
| Apparato urinario                    | Tumore di Wilms | Tumore di Wilms | 95        |
| Apparato urinario                    | Rene multicistico unilaterale non complicato | Rene multicistico unilaterale non complicato | 21        |
| Apparato urinario                    | Rene policistico bilaterale | Rene policistico bilaterale | 70        |
| Apparato urinario                    | Sindrome nefrosica con insufficienza renale | grave | 81 ~ 90   |
| Apparato urinario                    | Sindrome nefrosica con insufficienza renale | lieve | 31 ~ 40   |
| Apparato urinario                    | Pielonefrite cronica | Pielonefrite cronica | 30        |
| Apparato urinario                    | Cistostomia con carattere a permanenza | Cistostomia con carattere a permanenza | 61 ~ 70   |
| Apparato urinario                    | Estrofia della vescica urinaria | Estrofia della vescica urinaria | 80        |
| Apparato urinario                    | Fistola uretrale | Fistola uretrale | 15        |
| Apparato urinario                    | Cistectomia con derivazione esterna o con neovescica e scarso controllo sfinterico                                                                                       | Cistectomia con derivazione esterna o con neovescica e scarso controllo sfinterico                                                                                       | 51 ~ 60   |
| Apparato urinario                    | Esiti di nefropatia in trattamento dialitico permanente | Esiti di nefropatia in trattamento dialitico permanente | 91 ~ 100  |
| Apparato urinario                    | Trapianto renale | Trapianto renale | 60        |
| Apparato endocrino                   | Ipotiroidismo grave con ritardo mentale | Ipotiroidismo grave con ritardo mentale | 100       |
| Apparato endocrino                   | Acromegalia senza rilevanti limitazioni funzionali | Acromegalia senza rilevanti limitazioni funzionali | 11        |
| Apparato endocrino                   | Nanismo ipofisario | Nanismo ipofisario | 50        |
| Apparato endocrino                   | Obesità con indice di massa corporea tra 35 e 40 e complicanze artrosiche                                                                                                | Obesità con indice di massa corporea tra 35 e 40 e complicanze artrosiche                                                                                                | 31 ~ 40   |
| Apparato endocrino                   | Artropatia gottosa con grave impegno renale | Artropatia gottosa con grave impegno renale | 91 ~ 100  |
| Apparato endocrino                   | Diabete insipido renale | Diabete insipido renale | 46        |
| Apparato endocrino                   | Diabete mellito tipo 1° o 2° con complicanze macroangiopatiche e manifestazioni cliniche di medio grado (classe III)                                                     | Diabete mellito tipo 1° o 2° con complicanze macroangiopatiche e manifestazioni cliniche di medio grado (classe III)                                                     | 41 ~ 50   |
| Apparato endocrino                   | Diabete mellito insulino dipendente con mediocre controllo metabolico e iperlipidemia o con crisi ipoglicemiche frequente nonostante la terapia (classe III): da 51 a 60 | Diabete mellito insulino dipendente con mediocre controllo metabolico e iperlipidemia o con crisi ipoglicemiche frequente nonostante la terapia (classe III): da 51 a 60 | 51 ~ 60   |
| Apparato endocrino                   | Diabete mellito complicato da grave nefropatia e/o retinopatia proliferante, maculopatia, emorragie vitreali e/o arteriopatia ostruttiva (classe IV)                     | Diabete mellito complicato da grave nefropatia e/o retinopatia proliferante, maculopatia, emorragie vitreali e/o arteriopatia ostruttiva (classe IV)                     | 91 ~ 100  |
| Apparato endocrino                   | Ipercortisolismo con manifestazioni cliniche conclamate | Ipercortisolismo con manifestazioni cliniche conclamate | 61 ~ 70   |
| Apparato endocrino                   | Iperparatiroidismo primario | Iperparatiroidismo primario | 50        |
| Apparato endocrino                   | Ipoparatiroidismo non suscettibile di trattamento utile | Ipoparatiroidismo non suscettibile di trattamento utile | 91 ~ 100  |
| Apparato endocrino                   | Iposurrenalismo grave | Iposurrenalismo grave | 91 ~ 100  |
| Apparato locomotore (arti inferiori) | Anchilosi di anca in buona posizione | Anchilosi di anca in buona posizione | 41        |
| Apparato locomotore (arti inferiori) | Anchilosi di ginocchio | in flessione, superiore a 40° | 75        |
| Apparato locomotore (arti inferiori) | Anchilosi di ginocchio | in flessione, tra 35° e 40° | 55        |
| Apparato locomotore (arti inferiori) | Anchilosi di ginocchio | rettilinea | 21 ~ 30   |
| Apparato locomotore (arti inferiori) | Anchilosi tibiotarsica o sottoastragalica in posizione sfavorevole | Anchilosi tibiotarsica o sottoastragalica in posizione sfavorevole | 30        |
| Apparato locomotore (arti inferiori) | Anchilosi metatarsica | Anchilosi metatarsica | 12        |
| Apparato locomotore (arti inferiori) | Anchilosi o rigidità del piede superiore al 70% | Anchilosi o rigidità del piede superiore al 70% | 14        |
| Apparato locomotore (arti inferiori) | Rigidità di anca superiore al 50% | Rigidità di anca superiore al 50% | 35        |
| Apparato locomotore (arti inferiori) | Rigidità o lassità di ginocchio superiore al 50% | Rigidità o lassità di ginocchio superiore al 50% | 35        |
| Apparato locomotore (arti inferiori) | Anchilosi sottoastragalica isolata | Anchilosi sottoastragalica isolata | 11        |
| Apparato locomotore (arti inferiori) | Esiti di trattamento chirurgico con endoprotesi | di ginocchio | 30        |
| Apparato locomotore (arti inferiori) | Esiti di trattamento chirurgico con endoprotesi | d’anca | 31 ~ 40   |
| Apparato locomotore (arti inferiori) | Piede piatto bilaterale non complicato | Piede piatto bilaterale non complicato | 7         |
| Apparato locomotore (arti inferiori) | Piede piatto monolaterale non complicato | Piede piatto monolaterale non complicato | 4         |
| Apparato locomotore (arti inferiori) | Amputazione di coscia | Amputazione di coscia | 65        |
| Apparato locomotore (arti inferiori) | Amputazione di gamba | senza possibilità di protesi | 60        |
| Apparato locomotore (arti inferiori) | Amputazione di gamba | terzo medio con possibilità di protesi | 46        |
| Apparato locomotore (arti inferiori) | Amputazione di gamba | terzo superiore | 60        |
| Apparato locomotore (arti inferiori) | Amputazione di ginocchio | Amputazione di ginocchio | 55        |
| Apparato locomotore (arti inferiori) | Amputazione tarso-metatarsica | Amputazione tarso-metatarsica | 46        |
| Apparato locomotore (arti inferiori) | Disarticolazione d’anca | Disarticolazione d’anca | 85        |
| Apparato locomotore (arti inferiori) | Disarticolazione di ginocchio | Disarticolazione di ginocchio | 65        |
| Apparato locomotore (arti inferiori) | Emipelvectomia | Emipelvectomia | 100       |
| Apparato locomotore (arti inferiori) | Perdita dei due alluci | Perdita dei due alluci | 15        |
| Apparato locomotore (arti inferiori) | Perdita dei due piedi | Perdita dei due piedi | 70        |
| Apparato locomotore (arti inferiori) | Perdita di un piede | Perdita di un piede | 35        |
| Apparato locomotore (arti superiori) | Anchilosi delle articolazioni della mano in posizione favorevole | Anchilosi delle articolazioni della mano in posizione favorevole | 35        |
| Apparato locomotore (arti superiori) | Anchilosi di gomito in posizione favorevole | Anchilosi di gomito in posizione favorevole | 30        |
| Apparato locomotore (arti superiori) | Anchilosi di polso in flessione | Anchilosi di polso in flessione | 30        |
| Apparato locomotore (arti superiori) | Anchilosi di spalla | in posizione favorevole | 30        |
| Apparato locomotore (arti superiori) | Anchilosi di spalla | in posizione sfavorevole | 60        |
| Apparato locomotore (arti superiori) | Anchilosi o rigidità di gomito superiore al 70% | Anchilosi o rigidità di gomito superiore al 70% | 35        |
| Apparato locomotore (arti superiori) | Anchilosi o rigidità di mano superiore al 70% | Anchilosi o rigidità di mano superiore al 70% | 46        |
| Apparato locomotore (arti superiori) | Anchilosi o rigidità di spalla superiore al 70% | in posizione favorevole | 25        |
| Apparato locomotore (arti superiori) | Anchilosi o rigidità di spalla superiore al 70% | in posizione sfavorevole | 45        |
| Apparato locomotore (arti superiori) | Anchilosi radiocarpica | Anchilosi radiocarpica | 21        |
| Apparato locomotore (arti superiori) | Esiti di trattamento chirurgico con endoprotesi | di gomito | 14        |
| Apparato locomotore (arti superiori) | Esiti di trattamento chirurgico con endoprotesi | scapolo-omerale | 25        |
| Apparato locomotore (arti superiori) | Amputazione 1º dito della mano | Amputazione 1º dito della mano | 25        |
| Apparato locomotore (arti superiori) | Amputazione 2º dito della mano | Amputazione 2º dito della mano | 18        |
| Apparato locomotore (arti superiori) | Amputazione 3º dito della mano | Amputazione 3º dito della mano | 14        |
| Apparato locomotore (arti superiori) | Amputazione 4º dito della mano | Amputazione 4º dito della mano | 8         |
| Apparato locomotore (arti superiori) | Amputazione 5º dito della mano | Amputazione 5º dito della mano | 6         |
| Apparato locomotore (arti superiori) | Amputazione di avambraccio | Amputazione di avambraccio | 70        |
| Apparato locomotore (arti superiori) | Amputazione di braccio | Amputazione di braccio | 75        |
| Apparato locomotore (arti superiori) | Amputazione di spalla | Amputazione di spalla | 80        |
| Apparato locomotore (arti superiori) | Amputazione metacarpale | Amputazione metacarpale | 70        |
| Apparato locomotore (arti superiori) | Assenza congenita dell’arto superiore | Assenza congenita dell’arto superiore | 75        |
| Apparato locomotore (arti superiori) | Disarticolazione del gomito | Disarticolazione del gomito | 75        |
| Apparato locomotore (arti superiori) | Disarticolazione del polso | Disarticolazione del polso | 75        |
| Apparato locomotore (arti superiori) | Disarticolazione della scapola | Disarticolazione della scapola | 80        |
| Apparato locomotore (arti superiori) | Perdita anatomica o funzionale delle due mani | Perdita anatomica o funzionale delle due mani | 100       |
| Apparato locomotore (arti superiori) | Perdita arto terzo superiore o medio di braccio | Perdita arto terzo superiore o medio di braccio | 65        |
| Apparato locomotore (arti superiori) | Perdita avambraccio terzo medio | Perdita avambraccio terzo medio | 55        |
| Apparato locomotore (arti superiori) | Perdita dei due pollici | Perdita dei due pollici | 60        |
| Apparato locomotore (arti superiori) | Perdita di tutte le dita della mano | Perdita di tutte le dita della mano | 65        |
| Apparato locomotore (arti superiori) | Perdita di una mano | Perdita di una mano | 65        |
| Apparato locomotore (rachide)        | Anchilosi di rachide totale | Anchilosi di rachide totale | 75        |
| Apparato locomotore (rachide)        | Anchilosi o rigidità completa del capo in flessione o iperestensione | Anchilosi o rigidità completa del capo in flessione o iperestensione | 61 ~ 70   |
| Apparato locomotore (rachide)        | Scoliosi ad una curva superiore a 40° | Scoliosi ad una curva superiore a 40° | 31 ~ 40   |
| Apparato locomotore (rachide)        | Spondiloartrite anchilopoietica | Spondiloartrite anchilopoietica | 55        |
| Apparato locomotore (rachide)        | Schisi vertebrale | Schisi vertebrale | 6         |
| Apparato locomotore (rachide)        | Scoliosi a più curve superiore a 60° | Scoliosi a più curve superiore a 60° | 31 ~ 40   |
| Apparato locomotore (rachide)        | Spondilolisi | Spondilolisi | 7         |
| Apparato locomotore (rachide)        | Spondilolistesi | Spondilolistesi | 12        |
| Apparato locomotore (rachide)        | Anchilosi rachide | dorsale con cifosi di grado elevato | 21 ~ 30   |
| Apparato locomotore (rachide)        | Anchilosi rachide | lombare | 31 ~ 40   |
| Apparato locomotore (rachide)        | Agenesia | sacro-coccigea | 80        |
| Apparato locomotore (rachide)        | Agenesia | sacro-iliaca | 80        |
| Sistema nervoso centrale             | Alzheimer con deliri o depressione ad esordio senile | Alzheimer con deliri o depressione ad esordio senile | 100       |
| Sistema nervoso centrale             | Acalculia | Acalculia | 10        |
| Sistema nervoso centrale             | Epilessia generalizzata | con crisi annuali in trattamento | 20        |
| Sistema nervoso centrale             | Epilessia generalizzata | con crisi mensili in trattamento | 40        |
| Sistema nervoso centrale             | Epilessia generalizzata | con crisi plurisettimanali in trattamento | 100       |
| Sistema nervoso centrale             | Epilessia generalizzata | con crisi quotidiane | 100       |
| Sistema nervoso centrale             | Epilessia localizzata | con crisi annuali in trattamento | 10        |
| Sistema nervoso centrale             | Epilessia localizzata | con crisi mensili in trattamento | 41        |
| Sistema nervoso centrale             | Epilessia localizzata | con crisi plurisettimanali o quotidiane in trattamento | 91 ~ 100  |
| Sistema nervoso centrale             | Sindrome cerebellare | | 41 ~ 50   |
| Sistema nervoso centrale             | Sindrome cerebellare | grave | 91 ~ 100  |
| Sistema nervoso centrale             | Afasia | lieve | 21 ~ 30   |
| Sistema nervoso centrale             | Afasia | media | 61 ~ 70   |
| Sistema nervoso centrale             | Afasia | grave | 91 ~ 100  |
| Sistema nervoso centrale             | Sindrome occipitale con emianopsia controlaterale | Sindrome occipitale con emianopsia controlaterale | 41 ~ 50   |
| Sistema nervoso centrale             | Sindrome parietale con emianopsia a quadrante | Sindrome parietale con emianopsia a quadrante | 20        |
| Sistema nervoso centrale             | Emiparesi grave o emiplegia | associata a disturbi sfinterici | 100       |
| Sistema nervoso centrale             | Emiparesi grave o emiplegia | emisoma dominante | 61 ~ 70   |
| Sistema nervoso centrale             | Emiparesi grave o emiplegia | emisoma non dominante | 51 ~ 60   |
| Sistema nervoso centrale             | Emiparesi | emisoma dominante | 41 ~ 50   |
| Sistema nervoso centrale             | Emiparesi | emisoma non dominante | 31 ~ 40   |
| Sistema nervoso centrale             | Paralisi cerebrale infantile con emiplegia o atassia | Paralisi cerebrale infantile con emiplegia o atassia | 91 ~ 100  |
| Sistema nervoso centrale             | Sindrome extrapiramidale parkinsoniana o coreiforme o coreoatetosica | grave | 91 ~ 100  |
| Sistema nervoso centrale             | Sindrome extrapiramidale parkinsoniana o coreiforme o coreoatetosica | non grave | 41 ~ 50   |
| Sistema nervoso centrale             | Sindrome parietale aprassia bilaterale mani | Sindrome parietale aprassia bilaterale mani | 41 ~ 50   |
| Sistema nervoso centrale             | Microcefalia con esclusione di deficit di altre funzioni | Microcefalia con esclusione di deficit di altre funzioni | 25        |
| Sistema nervoso centrale             | Idrocefalo derivato | Idrocefalo derivato | 31 ~ 40   |
| Sistema nervoso periferico           | Lesione bilaterale dei nervi cranici IX-X-XI-XII con deficit grave della deglutizione, fonazione e articolazione del linguaggio                                          | Lesione bilaterale dei nervi cranici IX-X-XI-XII con deficit grave della deglutizione, fonazione e articolazione del linguaggio                                          | 91 ~ 100  |
| Sistema nervoso periferico           | Plegia dei muscoli oculomotori estrinseci | III nervo cranico | 21 ~ 30   |
| Sistema nervoso periferico           | Plegia dei muscoli oculomotori estrinseci | IV o VI nervo cranico | 1 ~ 10    |
| Sistema nervoso periferico           | Mielomeningocele lombare | Mielomeningocele lombare | 45        |
| Sistema nervoso periferico           | Atrofia muscolare cronica progressiva infantile | Atrofia muscolare cronica progressiva infantile | 95        |
| Sistema nervoso periferico           | Lesione del nervo sottoscapolare | non dominante | 1 ~ 10    |
| Sistema nervoso periferico           | Lesione del nervo circonflesso | dominante | 11 ~ 20   |
| Sistema nervoso periferico           | Lesione del nervo circonflesso | non dominante | 1 ~ 10    |
| Sistema nervoso periferico           | Lesione del nervo crurale | Lesione del nervo crurale | 25        |
| Sistema nervoso periferico           | Lesione del nervo mediano al braccio | dominante | 31 ~ 40   |
| Sistema nervoso periferico           | Lesione del nervo mediano al braccio | non dominante | 21 ~ 30   |
| Sistema nervoso periferico           | Lesione del nervo mediano al polso | dominante | 11 ~ 20   |
| Sistema nervoso periferico           | Lesione del nervo mediano al polso | non dominante | 1 ~ 10    |
| Sistema nervoso periferico           | Lesione del nervo muscolo cutaneo | dominante | 11 ~ 20   |
| Sistema nervoso periferico           | Lesione del nervo muscolo cutaneo | non dominante | 1 ~ 10    |
| Sistema nervoso periferico           | Lesione del nervo radiale sopra la branca tricipitale | dominante | 31 ~ 40   |
| Sistema nervoso periferico           | Lesione del nervo radiale sopra la branca tricipitale | non dominante | 21 ~ 30   |
| Sistema nervoso periferico           | Lesione del nervo radiale sotto la branca tricipitale | dominante | 21 ~ 30   |
| Sistema nervoso periferico           | Lesione del nervo radiale sotto la branca tricipitale | non dominante | 11 ~ 20   |
| Sistema nervoso periferico           | Lesione del nervo sciatico (tronco comune) | Lesione del nervo sciatico (tronco comune) | 21 ~ 30   |
| Sistema nervoso periferico           | Lesione del nervo sciatico popliteo esterno | Lesione del nervo sciatico popliteo esterno | 25        |
| Sistema nervoso periferico           | Lesione dominante del nervo sottoscapolare | Lesione dominante del nervo sottoscapolare | 11 ~ 20   |
| Sistema nervoso periferico           | Lesione del nervo ulnare al braccio | dominante | 21 ~ 30   |
| Sistema nervoso periferico           | Lesione del nervo ulnare al braccio | non dominante | 11 ~ 20   |
| Sistema nervoso periferico           | Lesione del nervo ulnare al polso | dominante | 11 ~ 20   |
| Sistema nervoso periferico           | Lesione del nervo ulnare al polso | non dominante | 1 ~ 10    |
| Sistema nervoso periferico           | Lesione radicolare tipo Dejerine Klumpke | dominante | 51 ~ 60   |
| Sistema nervoso periferico           | Lesione radicolare tipo Dejerine Klumpke | non dominante | 41 ~ 50   |
| Sistema nervoso periferico           | Lesione radicolare dominante tipo Erb-Duchenne | dominante | 41 ~ 50   |
| Sistema nervoso periferico           | Lesione radicolare dominante tipo Erb-Duchenne | non dominante | 31 ~ 40   |
| Sistema nervoso periferico           | Paraparesi con deficit di forza grave o paraplegia associata o non a disturbi sfinterici                                                                                 | Paraparesi con deficit di forza grave o paraplegia associata o non a disturbi sfinterici                                                                                 | 100       |
| Sistema nervoso periferico           | Paraparesi | con deficit di forza lieve | 31 ~ 40   |
| Sistema nervoso periferico           | Paraparesi | con deficit di forza medio | 51 ~ 60   |
| Sistema nervoso periferico           | Paresi dell’arto inferiore | con deficit di forza grave o plegia associata ad incontinenza sfinterica                                                                                                 | 71 ~ 80   |
| Sistema nervoso periferico           | Paresi dell’arto inferiore | con deficit di forza grave o plegia | 41 ~ 50   |
| Sistema nervoso periferico           | Paresi dell’arto inferiore | con deficit di forza medio | 21 ~ 30   |
| Sistema nervoso periferico           | Paresi dell’arto inferiore | con deficit di forza lieve | 11 ~ 20   |
| Sistema nervoso periferico           | Paresi dell’arto superiore dominante | con deficit di forza grave o plegia | 61 ~ 70   |
| Sistema nervoso periferico           | Paresi dell’arto superiore dominante | con deficit di forza medio | 41 ~ 50   |
| Sistema nervoso periferico           | Paresi dell’arto superiore dominante | con deficit di forza lieve | 21 ~ 30   |
| Sistema nervoso periferico           | Paresi dell’arto superiore non dominante | con deficit di forza grave o plegia | 51 ~ 60   |
| Sistema nervoso periferico           | Paresi dell’arto superiore non dominante | con deficit di forza medio | 31 ~ 40   |
| Sistema nervoso periferico           | Paresi dell’arto superiore non dominante | con deficit di forza lieve | 21 ~ 30   |
| Sistema nervoso periferico           | Tetraparesi con deficit di forza medio | Tetraparesi con deficit di forza medio | 71 ~ 80   |
| Sistema nervoso periferico           | Tetraparesi con deficit di forza grave o tetraplegia associata o meno a incontinenza sfinterica                                                                          | Tetraparesi con deficit di forza grave o tetraplegia associata o meno a incontinenza sfinterica                                                                          | 100       |
| Sistema nervoso periferico           | Sindrome della cauda equina completa con disturbi sfinterici e anestesia a sella                                                                                         | Sindrome della cauda equina completa con disturbi sfinterici e anestesia a sella                                                                                         | 61 ~ 70   |
| Apparato psichico                    | Demenza | iniziale | 61 ~ 70   |
| Apparato psichico                    | Demenza | grave | 100       |
| Apparato psichico                    | Insufficienza mentale | lieve | 41 ~ 50   |
| Apparato psichico                    | Insufficienza mentale | media | 61 ~ 70   |
| Apparato psichico                    | Insufficienza mentale | grave | 91 ~ 100  |
| Apparato psichico                    | Esiti di sofferenza organica accertata strumentalmente | che comporti isolati e lievi disturbi della memoria | 11 ~ 20   |
| Apparato psichico                    | Esiti di sofferenza organica accertata strumentalmente | che comporti disturbi di memoria di media entità | 21 ~ 30   |
| Apparato psichico                    | Esiti di sofferenza organica accertata strumentalmente | che comporti gravi disturbi della memoria | 41 ~ 50   |
| Apparato psichico                    | Nevrosi fobica ossessiva e/o ipocondriaca | lieve | 15        |
| Apparato psichico                    | Nevrosi fobica ossessiva e/o ipocondriaca | di media entità | 21 ~ 30   |
| Apparato psichico                    | Nevrosi fobica ossessiva e/o ipocondriaca | grave | 41 ~ 50   |
| Apparato psichico                    | Psicosi ossessiva | Psicosi ossessiva | 71 ~ 80   |
| Apparato psichico                    | Nevrosi isterica | lieve | 15        |
| Apparato psichico                    | Nevrosi isterica | grave | 41 ~ 50   |
| Apparato psichico                    | Sindrome delirante cronica grave con necessità di terapia continua | Sindrome delirante cronica grave con necessità di terapia continua | 100       |
| Apparato psichico                    | Sindrome schizofrenica cronica | con riduzione della sfera istinto-affettiva e diminuzione dell’attività pragmatica                                                                                       | 31 ~ 40   |
| Apparato psichico                    | Sindrome schizofrenica cronica | grave con autismo, delirio o profonda disorganizzazione della vita sociale                                                                                               | 100       |
| Apparato psichico                    | Sindrome schizofrenica cronica | con disturbi del comportamento e delle relazioni sociali e limitata conservazione delle capacità intellettuali                                                           | 71 ~ 80   |
| Apparato psichico                    | Sindrome delirante cronica | Sindrome delirante cronica | 71 ~ 80   |
| Apparato psichico                    | Disturbi ciclotimici | con crisi subentranti o forme croniche gravi con necessità di terapia continua                                                                                           | 100       |
| Apparato psichico                    | Disturbi ciclotimici | che consentono una limitata attività professionale e sociale | 36        |
| Apparato psichico                    | Disturbi ciclotimici | con ripercussioni sulla vita sociale | 51 ~ 60   |
| Apparato psichico                    | Sindrome depressiva endoreattiva | lieve | 10        |
| Apparato psichico                    | Sindrome depressiva endoreattiva | media | 25        |
| Apparato psichico                    | Sindrome depressiva endoreattiva | grave | 31 ~ 40   |
| Apparato psichico                    | Nevrosi ansiosa | Nevrosi ansiosa | 15        |
| Apparato psichico                    | Sindrome depressiva endogena | lieve | 30        |
| Apparato psichico                    | Sindrome depressiva endogena | media | 41 ~ 50   |
| Apparato psichico                    | Sindrome depressiva endogena | grave | 71 ~ 80   |
| Apparato psichico                    | Esiti di sofferenza organica accertata strumentalmente | con isolati e lievi disturbi di comportamento | 11 ~ 20   |
| Apparato psichico                    | Esiti di sofferenza organica accertata strumentalmente | con disturbi di comportamento di media entità | 21 ~ 30   |
| Apparato psichico                    | Esiti di sofferenza organica accertata strumentalmente | con gravi disturbi di comportamento | 41 ~ 50   |
| Apparato uditivo                     | | |           |
| Apparato vestibolare                 | | |           |
| Apparato visivo                      | | |           |
| Apparato olfattorio                  | | |           |
| Apparato fisiognomico                | | |           |
| Apparato fonatorio                   | | |           |
| Apparato stomatognatico              | | |           |
| Apparato riproduttivo                | | |           |
| Patologie congenite o malformative   | | |           |
| Patologie immunitarie                | | |           |
| Patologie neoplastiche (tumori)      | | |           |
| Patologie sistemiche                 | | |           |